# Elizabeth Robertson
Pour les articles homonymes, voir Robertson.
Elizabeth (Liz) Jane Robertson, née le 3 juillet 1957, est une biologiste du développement britannique. Elle est professeure de biologie du développement à l'université d'Oxford et chercheuse principale de Wellcome Trust.
Elle est connue pour son travail de pionnière en génétique du développement. Elle a montré que des mutations génétiques pouvaient être introduites dans la lignée germinale de souris en utilisant des cellules souches embryonnaires génétiquement modifiées,. Cette découverte a ouvert un champ d'expérimentation majeur pour les biologistes et les cliniciens,,.

## Biographie
Robertson a obtenu son baccalauréat universitaire en sciences et sa maîtrise à l'université d'Oxford. Elle soutient sa thèse de doctorat à l'université de Cambridge en 1982 sous la direction de Martin Evans.
Elle est restée à l'université de Cambridge pour sa bourse postdoctorale et a continué à y travailler en tant qu'assistante de recherche après la fin de sa bourse. Elle a d'abord été professeure à l'université Columbia puis à l'université Harvard avant de déménager à l'Université d'Oxford. Dans son laboratoire de Columbia, elle a été la première à montrer que les cellules souches embryonnaires portant des mutations génétiques pouvaient contribuer à toutes les parties du corps de la souris adulte, y compris les cellules qui finissent par constituer les gamètes, à savoir les spermatozoïdes et les ovules. Ces mutations peuvent donc être transmises à la génération suivante,. Elle a utilisé cette approche pour tester le rôle des facteurs de croissance spécifiques dans le développement embryonnaire et pour rechercher des gènes inconnus qui empêchent le développement normal,. Les travaux de Robertson ont été parmi les premiers à montrer que la perturbation de nombreux gènes a étonnamment peu d'effet sur le développement et le phénotype organique,, et démontrent la robustesse des systèmes biologiques. Elle a également contribué à comprendre comment l'embryon précoce détermine la polarité antéro-postérieure, et les mécanismes qui modélisent l'embryon de gauche à droite.
Robertson est éditrice de la revue Development et siège aux comités de rédaction de Developmental Biology, Current Opinion in Genetics & Development et de Developmental Cell.

## Prix et distinctions
- 2016 : médaille royale « pour son travail innovant dans le domaine de l'embryologie et du développement de la souris, établissant les voies impliquées dans la planification corporelle précoce de l'embryon de mammifère »[23]
- 2011 : membre de l'Academia Europaea[24]
- 2009 : médaille Waddington[24]
- 2008 : gagnante de la médaille Edwin-G.-Conklin de la Society for Developmental Biology[9]
- 2007 : prix Pearl-Meister-Greengard de l'université Rockefeller[24]
- 2003 : membre de la Royal Society[25]
- 2002 : membre de l'Organisation européenne de biologie moléculaire (EMBO)[26]
- 1992 : prix Cornelius-P-Rhoads de l'Association américaine pour la recherche sur le cancer[24]